# La Caure
La Caure és un municipi francès, situat al departament del Marne i a la regió del Gran Est. L'any 2007 tenia 83 habitants.

## Demografia

### Població
El 2007 la població de fet de La Caure era de 83 persones. Hi havia 28 famílies, de les quals 12 eren unipersonals (4 homes vivint sols i 8 dones vivint soles), 4 parelles sense fills i 12 parelles amb fills.
La població ha evolucionat segons el següent gràfic:
Habitants censats

### Habitatges
El 2007 hi havia 42 habitatges, 35 eren l'habitatge principal de la família, 3 eren segones residències i 4 estaven desocupats. 39 eren cases i 2 eren apartaments. Dels 35 habitatges principals, 28 estaven ocupats pels seus propietaris, 6 estaven llogats i ocupats pels llogaters i 1 estava cedit a títol gratuït; 1 tenia una cambra, 3 en tenien dues, 2 en tenien tres, 8 en tenien quatre i 21 en tenien cinc o més. 26 habitatges disposaven pel capbaix d'una plaça de pàrquing. A 13 habitatges hi havia un automòbil i a 18 n'hi havia dos o més.

### Piràmide de població
La piràmide de població per edats i sexe el 2009 era:
| Homes | Edats   | Dones |
| ----- | ------- | ----- |
| 0     | 95 o +  | 0     |
| 0     | 90 a 94 | 0     |
| 0     | 85 a 89 | 0     |
| 0     | 80 a 84 | 0     |
| 0     | 75 a 79 | 4     |
| 0     | 70 a 74 | 8     |
| 4     | 65 a 69 | 0     |
| 0     | 60 a 64 | 0     |
| 4     | 55 a 59 | 0     |
| 4     | 50 a 54 | 8     |
| 4     | 45 a 49 | 0     |
| 0     | 40 a 44 | 0     |
| 4     | 35 a 39 | 0     |
| 0     | 30 a 34 | 0     |
| 8     | 25 a 29 | 0     |
| 0     | 20 a 24 | 0     |
| 0     | 15 a 19 | 0     |
| 0     | 10 a 14 | 0     |
| 0     | 5 a 9   | 0     |
| 0     | 0 a 4   | 0     |

## Economia
El 2007 la població en edat de treballar era de 51 persones, 44 eren actives i 7 eren inactives. De les 44 persones actives 41 estaven ocupades (19 homes i 22 dones) i 3 estaven aturades (2 homes i 1 dona). De les 7 persones inactives 3 estaven jubilades, 2 estaven estudiant i 2 estaven classificades com a «altres inactius».
Activitats econòmiques
L'únic establiment que hi havia el 2007 era d'una empresa de serveis.
L'any 2000 a La Caure hi havia 6 explotacions agrícoles que ocupaven un total de 798 hectàrees.

## Poblacions més properes
El següent diagrama mostra les poblacions més properes.